# 同孚大楼

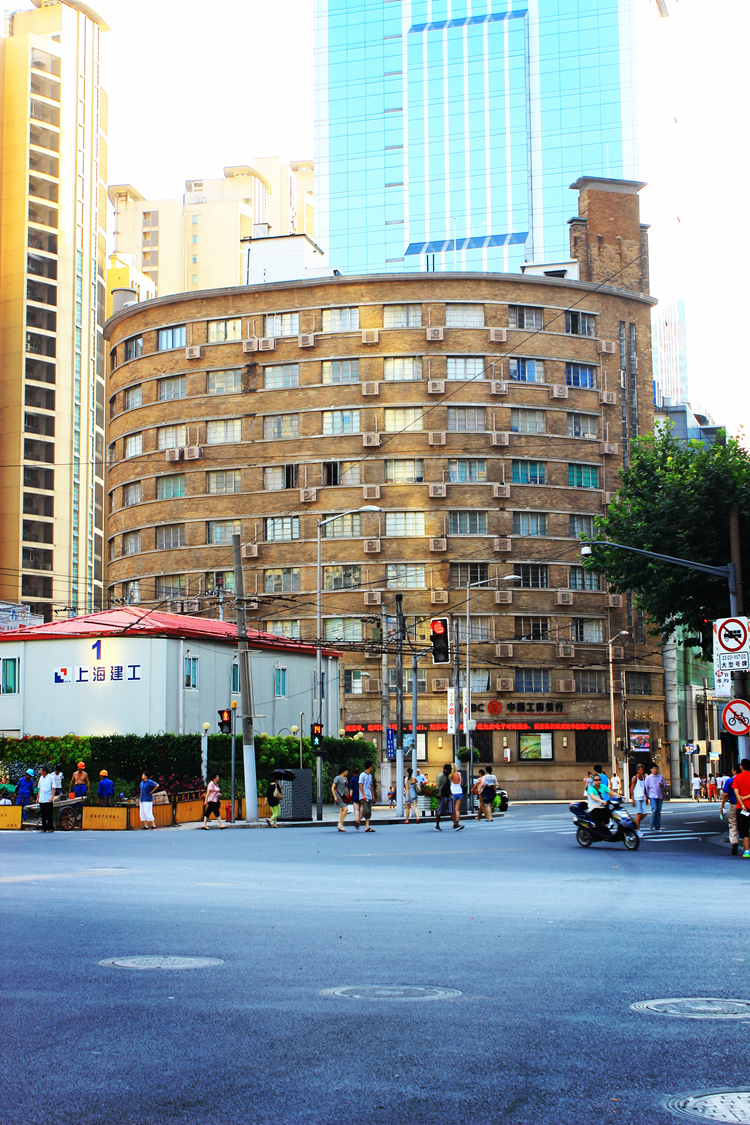
同孚大楼

同孚大楼（どうふたいろう、英語: Yates Apartments）は上海市の歴史建築である。旧名は中国銀行西区支店であり、南京西路と石門一路の交差点にある。高さは34.45mである、9階建てである。延べ床面積は2887㎡，エレベーターを設置している。
同孚大楼は中国銀行の出資により1935年から1936年までに建設した。ネーミングは同孚路（現在の石門一路）にあることから由来する。設計者は陸謙受と呉景奇、施工は大昌建築公司が担当。完成当時、一階は中国銀行の支店だったが、二階から九階までは賃貸マンションだった。現在では一階に中国工商銀行の支店が入居している。
1994年に同孚大楼は上海市の優秀歴史建築に登録された。